# Legio IV Flavia Felix

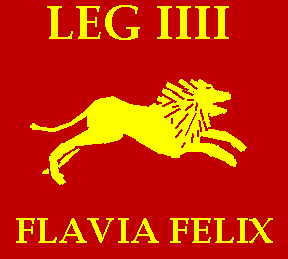
Signo da Legião IV Flavia Felix

Legio quarta Flavia Felix ou Legio IV Flavia Felix (quarta dos Flávios, Afortunada") foi uma legião do exército imperial romano criada por Vespasiano em 70 a partir dos restos da IV Legião Macedônica. Ela estava ativa na Mésia Prima na primeira metade do século IV e seu símbolo era o leão.

## História
Durante a Revolta dos batavos, a IV Macedônica lutou a favor de Vespasiano, mas mesmo assim o imperador não confiava nela, provavelmente por ela ter apoiado Vitélio no "ano dos quatro imperadores", dois anos antes. Por isso, a Quarta foi debandada e uma nova Quarta, chamada Flavia Felix, foi criada dos seus restos. Como o símbolo dela era o leão, é provável que o evento tenha ocorrido em julho/agosto de 70
A IV Flavia Felix estava sediada em Burnuno, na Dalmácia (atual Kistanje), substituindo a XI Cláudia. Após a invasão dos dácios em 86, Domiciano mudou a legião para a Mésia Superior, na cidade de Singiduno (moderna Belgrado, na Sérvia), embora haja alguma evidência da presença da Quarta ou de uma de suas vexillationes em Viminácio, base da VII Cláudia.
Em 88, a IV Flávia Felix participou da invasão retaliatória da Dácia (veja Campanha dácia de Domiciano) e também da campanhas dácias de Trajano. assegurando a vitória na Segunda Batalha de Tapas. A legião também participou da decisiva batalha final contra os dácios, conquistando a capital inimiga, Sarmisegetusa.
Monumentos da Quarta foram encontrados em Aquinco (Budapeste, na Hungria), o que sugere que uma subdivisão dela substituiu a II Adiútrix durante a sua ausência por causa das guerras de Lúcio Vero contra o Império Parta (162–166). Nas Guerras Marcomânicas (166–180), a Quarta lutou ao longo do Danúbio contra as tribos germânicas.
Após a morte de Pertinax, a IV Flavia Felix apoiou Sétimo Severo contra os usurpadores Pescênio Níger e Clódio Albino. É possível também que ela tenha participado das diversas guerras contra o Império Sassânida, mas ela permaneceu na Mésia até a primeira metade do século IV.